# Lijst van spelers van Atlético Junior
Deze lijst omvat voetballers die bij de Colombiaanse voetbalclub Atlético Junior spelen of gespeeld hebben. De spelers zijn alfabetisch gerangschikt.

## A
- Emerson Acuña
- Belmer Aguilar
- Herly Alcázar
- Anselmo de Almeida
- Francisco Alvear
- Gabriel Alvez
- Jorge Amará
- José Amaya
- Ricardo Aparicio
- Paulo Arango
- Eudalio Arriaga
- Freddys Arrieta
- Martín Arzuaga

## B
- Carlos Bacca
- Jorge Banguero
- Julian Barahona
- Deivis Barone
- Jesús Barrios
- Edgardo Bauza
- Elson Becerra
- Felipe Benalcazar
- Fulgencio Berdugo
- Luis Blanco
- Pedro Blanco
- Jhonathan Boiga
- Jorge Bolaño

## C
- Bernardo Cabezas
- Wilmer Cabrera
- Caldeira
- Roller Cambindo
- Wainer Caneda
- Sherman Cardenas
- Daniel Carnevali
- Wilson Carpintero
- Erwin Carrillo
- Octavio Carrillo
- Andrés Casanas
- Jorge Casanova
- Alexander del Castillo
- Carlos Castro
- Diego Causado
- Camilo Ceballos
- José Chunga
- Ricardo Ciciliano
- Mario Coll
- Alex Comas
- Carlos Cordoba
- Jaime Córdoba
- Manuel Córdoba
- Roberto Cortés
- Víctor Cortés
- Hilario Cuenú

## D
- Wanerge Delgado
- Jaime Deluque
- Ernesto Díaz
- Jorge Díaz
- Dida

## E
- Léiner Escalante
- Luis Estacio

## F
- César Fawcett
- Gabriel Fernández
- Fernando Fiorillo
- Javier Flórez
- Heleno de Freitas

## G
- Manuel Galarcio
- Hugo Galeano
- Braynner García
- Geovanni García
- Garrincha
- Luiz Gastelbondo
- Eder Godoy
- Jossymar Gómez
- Luis Gonzalez Rubio
- Freddy Grisales
- Miguel Guerrero
- Emiliano Gutiérrez
- Teófilo Gutiérrez

## H
- Lin Henry
- Giovanni Hernández
- Vladimir Hernández
- René Higuita
- Carlos Hoyos

## I
- Carlos Ischia

## J
- Alexander Jaramillo
- Edward Jimenez
- Agustín Julio

## K
- William Knight

## L
- Juan Leal
- Lancaster de Leon

## M
- Daniel Machacon
- Harold Macías
- Oswaldo Mackenzie
- Teofilo Marriaga
- Gabriel Martínez
- Javier Martínez
- Ervin Maturana
- Marcelo Méndez
- Alexis Mendoza
- Leonardo Miña
- Dulio Miranda
- Carlos Molinares
- Cristián Montecinos
- John Mosquera
- Didier Muñoz

## N
- Ferenc Nyers

## O
- Dagoberto Ojeda
- Jorge Olmedo
- Norvey Orozco
- Carlos Ortíz
- Sergio Otalvaro

## P
- Frank Pacheco
- Víctor Pacheco
- Alfredo Padilla
- Luis Páez
- Hayder Palacio
- Everth Palacios
- Wilmer Parra
- Hernando Patiño
- José María Pazo
- Roberto Peñaloza
- Carlos Alberto Pérez Alcaraz
- José Pérez
- Nelson Pérez
- Omar Pérez
- Wilson Pérez
- Humberto Picalua

## Q
- Juan Carlos Quiñónez
- Juan Quintero

## R
- Juan Ramírez
- Jamell Ramos
- Jamerson Rentería
- Oscar Restrepo
- Rafael Reyes
- Walter Ribonetto
- Flaminio Rivas
- Carlos Rodríguez
- Francisco Rodríguez
- Leonardo Rojano
- Henry Rojas
- Léiner Rolong
- Jaider Romero
- Mauricio Romero
- Andrés Rouga
- Dumar Rueda
- Luis Ruiz

## S
- Deyler Sacramento
- Campo Santacruz
- Hermengildo Segrera
- Jhoan Sevilla Valencia
- Robert Siboldi
- Eduardo Solari

## T
- Nelson Tapia
- Pedro Tavima
- Rodrigo Teixeira
- Juan Tobon
- Macnelly Torres
- Nicolas Torres
- Román Torres

## U
- Jairo Umaña

## V
- Alex Valderrama
- Carlos Valderrama
- John Valencia
- Juan Valencia
- Iván Valenciano
- Leandro Vargas
- Pedro Vasquez
- Edigson Velazquez
- Juan Ramón Verón
- Jhon Viáfara
- Sebastián Viera

## X
- Miguel Ximénez

## Y
- Luis Yánez

## Z
- Edgar Zapata
- Luis Zuleta